# Браян Фернехоу
Браян Фернехоу (анг. Brian Ferneyhough; 16 січня 1943, Ковентрі) – сучасний англійський композитор.

## Біографія
Народився у Ковентрі (Велика Британія) 16 січня 1943 року. Класичну музичну освіту здобув у Бірмінгемській школі музики і Королівської музичної Академії в Лондоні. У 1968 році отримав Стипендію ім. Ф.Мендельсона, завдяки чому продовжив навчання в Амстердамі у Тон де Лєєу, а в 1969 році вчився у К.Хубера в консерваторії Базеля. Тричі (1968,1969,1970) отримував премії на композиторському конкурсі Гаудеамус. Італійська секція ISCM на своєму конкурсі в 1972 році присудила II премію, а в 1974 році визнала його твір Time and Motion Study III найкращим у всіх категоріях. Серед інших нагород – премія Куссевіцкого за твір Transit, який було названо найкращим сучасним твором, записаним в 1978 р. Кавалер Ордена Мистецтв et des Lettres (1984), член ради Королівської академії музики (1998). З 1997 року був членом Берлінської академії мистецтв. Постійний професор Стенфордського університету (Каліфорнія).

## Список творів
- Four Miniatures for Flute and Piano (1965)
- Coloratura for Oboe and Piano  (1966)
- Epigrams for Solo Piano (1966)
- Prometheus (1966-1967)
- Epicycle for Twenty Solo Strings (1968)
- Firecycle Beta for Two Pianos and Orchestra with amplification for chamber groups (1969-1971)
- Funérailles for Ensemble (1969-1980)
- Cassandra's Dream Song for Solo Flute (1970)
- Time and Motion Study I for Solo Bass Clarinet  (1971-1977)
- Time and Motion Study II for Cello and Electronics (1973-1976)
- Unity Capsule for Solo Flute (1973-1976)
- 2. String Quartett (1979-1980)
- Lemma-Icon-Epigram for Solo Piano (1981)
- Superscriptio for Solo Piccolo (1981)
- Carceri d'Invenzione I for Ensemble (1982)
- Etudes Transcendantales/Intermedio II for Ensemble (1982-1985)
- Adagissimo for String Quartet (1983)
- Carceri d'Invenzione IIb for Solo Flute (1984)
- Carceri d'Invenzione II for Flute and Orchestra (1985)
- Carceri d'Invenzione III for Ensemble (1986)
- Mnemosyne 7 for Bass Flute and pre-recorded Tape (1986)
- Intermedio alla Ciaccona (1986)
- Kurze Schatten II for Solo Guitar (1983-1989)
- La chute d'Icare for Clarinet and Chamber Orchestra (1988)
- Trittico per G.S. for Solo Double Bass (1989)
- 3. String Quartett (1989-1990)
- 4. String Quartet for String Quartet and Soprano (1989-1990, на тексты Эзры Паунда)
- Bone Alphabet for Solo Percussion (1991)
- On Stellar Magnitudes for Mezzo-soprano and Ensemble (1994)
- String Trio (1995)
- Allgebrah for Ensemble (1996-1997)
- Incipits for Solo Viola and Ensemble (1996)
- Flurries for Ensemble (1997)
- Opus Contra Naturam (1998-1999)
- Unsichtbare Farben for Solo Violin (1999)
- In Nomine à 3 (2001)
- Les Froissements des Ailes de Gabriel for Guitar and Chamber Ensemble (2003)
- no time (at all) for Two Guitars (2004)
- Shadowtime, opera (2004)
- O Lux for Ten Instruments (2005)
- 5. String Quartet (2005)
- Plötzlichkeit for Ensemble (2006)